# Star in the Dust
Star in the Dust (bra: Crimes Vingados; prt: Atirar para Matar) é um filme bangue-bangue estadunidense produzido em 1956 e estrelado por John Agar, Mamie Van Doren, Richard Boone.